# Tote Gira
Tote Gira (nome artístico de Antonio Jorge Souza Dos Santos, nascido em 1960) é um cantor e compositor brasileiro, radicado na comunidade do Nordeste de Amaralina no Bairro santa Cruz,em Salvador, na Bahia. Começou sua carreira precocemente aos 12 anos, quando já escrevia suas próprias letras. Tornou-se famoso por suas composições de axé music, mais notavelmente o sucesso "O Canto da Cidade", gravado por Daniela Mercury. Tote enviou a canção para a equipe de Daniela numa fita K7 gravada de maneira precária, tendo sido a canção batucada numa porta de geladeira. A equipe da cantora não identificou a canção como um sucesso em potencial e quase a descartou, mas a cantora apaixonou-se pela canção assim que a ouviu. Pediu permissão para o compostor para fazer algumas modificações na letra da canção e gravou-a em julho de 1992 no estúdio WR. Em seguida, enfrentou a resistência da gravadora Sony Music para lançar a canção como primeiro single de seu segundo disco solo, mas conseguiu lançar a canção, que logo estourou em todo o país. Após o sucesso da canção, Tote foi convidado a levar seu talento para a companhia Dance Brazil, sediada em Nova Iorque, na qual trabalhou por 20 anos escrevendo trilhas-sonoras de espetáculos de dança. Foi por lá que o compositor gravou seu primeiro disco, o álbum Pivete, inspirado no livro Capitães da Areia de Jorge Amado. Desde então, Tote se especializou em vários instrumentos e gravou mais de 350 canções e 20 álbuns dentro e fora do país. Atualmente, estuda licenciatura em música na UFBA. E  graduou-se em filosofia pela Universidade Cruzeiro do Sul em junho de 2019.

## Composições mais famosas
Além de "O Canto da Cidade", Tote foi o responsável pela composição das canções "Romance do Ilê" (lançada em 1988 pelo grupo Ilê Aiyê), "Me Ama" (feita para a banda Cheiro de Amor), "Melô da Escolinha" (gravada pelo Harmonia do Samba), "A Mulher e o Assalariado" (feita para a Banda Mel) e "Na Pisada do Negro" do Viola de Doze.